# 沈子高
沈子高博士（1895年8月—1982年10月21日）是中华圣公会陕西传道区首任主教（1934年-1947年）。
1895年，沈子高出生于中国上海，祖籍为江苏吴江。1917年毕业于圣约翰大学神科，担任南京下关圣公会道胜堂牧师，并创办小学，自任校长，提倡中国化的基督教艺术。期间曾赴英国进修，1934年获圣约翰大学神学博士学位，同年4月当选为中华圣公会陕西传道区主教，此为华人担任教区主教之始。6月10日在上海法租界辣斐德路诸圣堂接受祝圣。沈子高赴陕西就任后，当地教务有所进展，并在西安创办景风神学院。西安事变之后，沈子高曾与延安中共来往。1944年沈子高前往成都华西神学院任教。1946年，调任上海圣公会中央神学院院长。1952年，中央神学院并入南京金陵协和神学院，沈子高主教任该校教授。1958年，沈子高退休，回上海居住。1982年去世。

### 引用
1. ↑  Crockford's Clerical Directory 1947-48 Oxford, OUP,1948